# 格拉弗瑙 (巴伐利亚州)
格拉弗瑙（德語：Grafenau，發音：[ɡʁaːfəˈnaʊ] ⓘ）是德国巴伐利亚州下巴伐利亚行政区弗赖翁-格拉弗瑙县的城市，总面积63.79平方千米，2023年12月31日总人口为8,229人。